# Muppets la Hollywood
Muppets la Hollywood (titlu original: The Muppet Movie) este un film americano-britanic de comedie și muzical din 1979 regizat de James Frawley. Rolurile principale au fost interpretate de actorii Jim Henson, Steve Martin, Tim Burton, Charles Durning și Austin Pendleton.

## Distribuție
- Charles Durning ca Doc Hopper, om de afaceri și restaurator.
- Austin Pendleton ca Max, asistentul timid al lui Doc Hopper.
- Scott Walker ca Snake Walker, un asasin, care este specializat în uciderea broaștelor.
- Lawrence Gabriel, Jr. ca Marinar
- Ira F. Grubman ca Barman
- Hard Boiled Haggerty ca Tăietor de Lemne
- Bruce Kirby ca Paznic Poartă
- Tommy Madden - One-Eyed Midget
- James Frawley - El Sleezo Café Waiter
- Arnold Roberts - Cowboy
- Melinda Dillon - Femeie cu balon

### Păpușile Muppets
- Jim Henson ca Kermit the Frog, Rowlf the Dog, Dr. Teeth, Waldorf, Swedish Chef
- Frank Oz ca Miss Piggy, Fozzie Bear, Animal, Sam Eagle, Marvin Suggs
- Jerry Nelson ca Floyd Pepper, Crazy Harry, Robin the Frog, Lew Zealand, Camilla the Chicken
- Richard Hunt ca Scooter, Statler, Janice, Sweetums, Beaker
- Dave Goelz ca The Great Gonzo, Zoot, Dr. Bunsen Honeydew, Beauregard
- Caroll Spinney ca Big Bird